# Вихорев, Сергей Петрович
Серге́й Петро́вич Вихорев (14 сентября 1923, дер. Тяплово, Тверская губерния — 18 июня 1979, Волоколамск) — разведчик 4-го танкового полка, ефрейтор — на момент представления к награждению орденом Славы 1-й степени.

## Биография
Родился 14 сентября 1923 года в деревне Тяплово Тверской губернии. Окончил 7 классов. Работал столяром Зубцовского райкомбината. В 1941 году был эвакуирован в Свердловскую область. Работал сначала столяром лесокомбината, потом молотобойцем на оборонном заводе.
В мае 1942 года пошёл служить добровольцем в Красную Армию через Орджоникидзевский райвоенкоматом города Свердловска. Боевое крещение получил на Калининском фронте в 1943 году. Воевал на Степном, 2-м Украинском и 1-м Белорусском фронтах. Весь боевой путь прошёл в составе 35-й механизированной бригады, был разведчиком 4-го танкового полка.
10 августа 1944 года в разведке у населённого пункта Полозе ефрейтор Вихорев обнаружил расположение огневых средств противника. В схватке с вражескими автоматчиками лично уничтожил 9 из них.
Приказом по войскам 1-го механизированного корпуса от 3 сентября 1944 года ефрейтор Вихарев Сергей Петрович награждён орденом Славы 3-й степени.
В январе 1945 года при освобождении города Оборники ефрейтор Вихорев подавил огневую точку в каменном доме, мешавшую продвижению пехоты. Лично уничтожил 10 пехотинцев и одного офицера, трёх взял в плен.
Приказом по войскам 2-й гвардейской танковой армии от 19 февраля 1945 года ефрейтор Вихарев Сергей Петрович награждён орденом Славы 2-й степени.
С 28 апреля по 2 мая 1945 года в боях за Берлин уничтожил около 20 противников. Успешно вёл разведку огневых средств врага, оперативно передавая полученные данные по радио.
Указом Президиума Верховного Совета СССР от 15 мая 1946 года за образцовое выполнение заданий командования в боях с захватчиками на завершающем этапе войны ефрейтор Вихорев Сергей Петрович награждён орденом Славы 1-й степени. Стал полным кавалером ордена Славы.
После войны продолжал службу в армии. В феврале 1947 года был демобилизован.
Приехал к родителям, которые к тому времени жили в деревне Высочково Волоколамского района Московской области. В 1952 году с семьёй переехал в совхоз «Холмогорка» того же района, работал плотником-столяром. В 1964 году перешёл работать в Межколхозстрой и переехал в город Волоколамск.
Скончался 18 июня 1979 года. Похоронен на Покровском кладбище Волоколамска.

## Награды
- Орден Красной Звезды (28.10.1943)[2]
- орден Славы 3-х степеней
- медали.

## Память
В городе Волоколамске на доме, где он жил, установлена мемориальная доска. В 1984 году посёлок «Сельхозтехника» в городе Зубцов переименован в улицу имени С. П. Вихорева.